# Nya Zeelands territoriella myndigheter

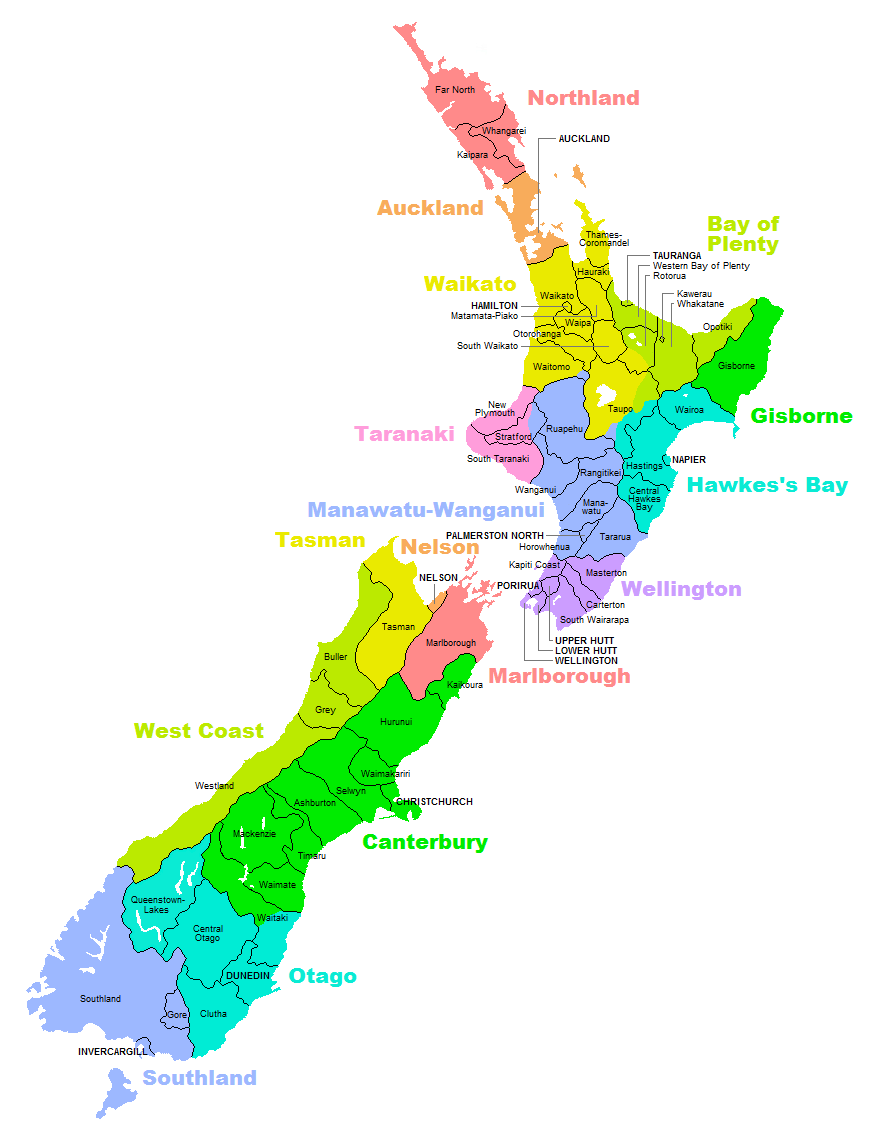
Karta över Nya Zeelands territoriella myndigheter. Städer i fet stil och stora bokstäver. Regioner markeras med färger.

Territoriella myndigheter (engelska: territorial authority) är den andra nivån av administrativ indelning på Nya Zeeland, under regionerna.
Det finns 67 territoriella myndigheter, varav 12 styr städer (city councils), 53 styr distrikt (district councils) samt Auckland Council och Chathamöarna.
Sex av de territoriella myndigheterna är unitära myndigheter (unitary authorities), och fungerar också som regionala myndigheter. Dessa är Auckland Council, Gisborne, Marlborough, Nelson, Tasman och Chathamöarna.
Territoriella myndigheter ligger oftast inom en region men vissa ligger i flera regioner. Regionala myndigheter är oftast indelade efter avrinningsområden och har hand om miljö- och kollektivtrafikfrågor, medan de territoriella är indelade efter "intressegemenskaper" och ansvarar för många olika lokala tjänster, exempelvis vägar, avlopp, sophämtning, bibliotek, parker och stadsplanering.

## Territoriella myndigheter

### Nordön
| Namn                           | Huvudort            | Area km² | Invånare (2018) | Region                                               |
| ------------------------------ | ------------------- | -------- | --------------- | ---------------------------------------------------- |
| Far North District             | Kaikohe             | 6 683,64 | 65 250          | Northland                                            |
| Whangarei District             | Whangarei           | 2 711,91 | 90 960          | Northland                                            |
| Kaipara District               | Dargaville          | 3 108,70 | 22 869          | Northland                                            |
| Auckland                       | Auckland            | 4 941,07 | 1 571 718       | Auckland unitär myndighet                            |
| Thames-Coromandel District     | Thames              | 2 207,21 | 29 895          | Waikato                                              |
| Hauraki District               | Paeroa              | 1 270,15 | 20 022          | Waikato                                              |
| Waikato District               | Ngaruawahia         | 4 403,78 | 75 618          | Waikato                                              |
| Matamata-Piako District        | Te Aroha            | 1 755,38 | 34 404          | Waikato                                              |
| Hamilton City                  | Hamilton            | 110,37   | 160 911         | Waikato                                              |
| Waipa District                 | Te Awamutu          | 1 470,06 | 53 241          | Waikato                                              |
| Otorohanga District            | Otorohanga          | 1 999,16 | 10 104          | Waikato                                              |
| South Waikato District         | Tokoroa             | 1 818,88 | 24 042          | Waikato                                              |
| Waitomo District               | Te Kuiti            | 3 534,83 | 9 303           | Waikato Manawatū-Whanganui                           |
| Taupo District                 | Taupo               | 6 333,05 | 37 203          | Waikato Bay of Plenty Hawke's Bay Manawatū-Whanganui |
| Western Bay of Plenty District | Greerton i Tauranga | 1 951,12 | 51 321          | Bay of Plenty                                        |
| Tauranga City                  | Tauranga            | 135,12   | 136 713         | Bay of Plenty                                        |
| Rotorua District               | Rotorua             | 2 409,21 | 71 877          | Bay of Plenty Waikato                                |
| Kawerau District               | Kawerau             | 23,56    | 7 146           | Bay of Plenty                                        |
| Opotiki District               | Opotiki             | 3 089,78 | 9 276           | Bay of Plenty                                        |
| Whakatane District             | Whakatane           | 4 450,09 | 35 700          | Bay of Plenty                                        |
| Gisborne District              | Gisborne            | 8 385,33 | 47 517          | Gisborne unitär myndighet                            |
| Central Hawke's Bay District   | Waipawa             | 3 333,14 | 14 142          | Hawke's Bay                                          |
| Hastings District              | Hastings            | 5 226,61 | 81 537          | Hawke's Bay                                          |
| Napier City                    | Napier              | 105,05   | 62 241          | Hawke's Bay                                          |
| Wairoa District                | Wairoa              | 4 077,28 | 8 367           | Hawke's Bay                                          |
| New Plymouth District          | New Plymouth        | 2 205,59 | 80 679          | Taranaki                                             |
| South Taranaki                 | Hawera              | 3 575,06 | 27 534          | Taranaki                                             |
| Stratford District             | Stratford           | 2 163,42 | 9 474           | Taranaki Manawatū-Whanganui                          |
| Horowhenua District            | Levin               | 1 063,91 | 33 261          | Manawatū-Whanganui                                   |
| Manawatu District              | Feilding            | 2 566,57 | 30 165          | Manawatū-Whanganui                                   |
| Palmerston North City          | Palmerston North    | 394,74   | 84 639          | Manawatū-Whanganui                                   |
| Rangitikei District            | Marton              | 4 483,93 | 15 027          | Manawatū-Whanganui Hawke's Bay                       |
| Ruapehu District               | Taumarunui          | 6 734,42 | 12 309          | Manawatū-Whanganui                                   |
| Tararua District               | Dannevirke          | 4 364,58 | 17 943          | Manawatū-Whanganui Wellington                        |
| Wanganui District              | Wanganui            | 2 373,26 | 45 309          | Manawatū-Whanganui                                   |
| Carterton District             | Carterton           | 1 179,91 | 9 198           | Wellington                                           |
| Kapiti Coast District          | Paraparaumu         | 731,52   | 53 673          | Wellington                                           |
| Lower Hutt City                | Lower Hutt          | 376,40   | 104 532         | Wellington                                           |
| Upper Hutt City                | Upper Hutt          | 539,87   | 43 980          | Wellington                                           |
| Masterton District             | Masterton           | 2 300,23 | 25 557          | Wellington                                           |
| Porirua City                   | Porirua             | 174,81   | 56 559          | Wellington                                           |
| South Wairarapa District       | Martinborough       | 2 386,91 | 10 575          | Wellington                                           |
| Wellington City                | Wellington          | 289,84   | 202 737         | Wellington                                           |

### Sydön
| Namn                      | Huvudort     | Area km²  | Invånare (2018) | Region                       |
| ------------------------- | ------------ | --------- | --------------- | ---------------------------- |
| Tasman District           | Richmond     | 9 616,13  | 52 238          | Tasman unitär myndighet      |
| Nelson City               | Nelson       | 442,19    | 50 880          | Nelson unitär myndighet      |
| Marlborough District      | Blenheim     | 10 457,82 | 47 340          | Marlborough unitär myndighet |
| Buller District           | Westport     | 7 943,33  | 9 591           | West Coast                   |
| Grey District             | Greymouth    | 3 474,08  | 13 344          | West Coast                   |
| Westland District         | Hokitika     | 11 827,83 | 8 640           | West Coast                   |
| Christchurch City         | Christchurch | 1 415,84  | 369 006         | Canterbury                   |
| Ashburton District        | Ashburton    | 6 181,69  | 33 423          | Canterbury                   |
| Hurunui District          | Amberley     | 8 640,95  | 12 558          | Canterbury                   |
| Kaikoura District         | Kaikoura     | 2 046,82  | 3 912           | Canterbury                   |
| Mackenzie District        | Fairlie      | 7 138,68  | 4 866           | Canterbury                   |
| Selwyn District           | Rolleston    | 6 381,15  | 60 561          | Canterbury                   |
| Timaru District           | Timaru       | 2 732,41  | 46 296          | Canterbury                   |
| Waimakariri District      | Rangiora     | 2 217,13  | 59 502          | Canterbury                   |
| Waimate District          | Waimate      | 3 554,46  | 7 815           | Canterbury                   |
| Waitaki District          | Oamaru       | 7 107,69  | 22 308          | Canterbury Otago             |
| Central Otago District    | Alexandra    | 9 933,34  | 21 558          | Otago                        |
| Clutha District           | Balclutha    | 6 334,52  | 17 667          | Otago                        |
| Dunedin City              | Dunedin      | 3 286,27  | 126 255         | Otago                        |
| Queenstown-Lakes District | Queenstown   | 8 719,64  | 39 153          | Otago                        |
| Gore District             | Gore         | 1 253,85  | 12 369          | Southland                    |
| Invercargill City         | Invercargill | 389,88    | 54 204          | Southland                    |
| Southland District        | Invercargill | 29 552,40 | 30 864          | Southland                    |

### Övriga
| Namn                                      | Huvudort | Area km² | Invånare (2018) |
| ----------------------------------------- | -------- | -------- | --------------- |
| Chatham Islands Territory                 | Waitangi | 793,69   | 663             |
| Områden utanför territoriella myndigheter | -        | 30,01    | 39              |